# Irma Stoß
Irma Stoß (* 2. Januar 1887 in Valparaíso; † 9. Mai 1975 in Reinbek) war eine deutsche Lehrerin und Schulleiterin.

## Leben
Irma Stoß wurde in Chile als Tochter eines Hamburger Kaufmanns geboren und verbrachte ihre Kindheit in Toruń. Nach dem Tod ihres Vaters besuchte sie die private Luisenschule für Mädchen in Bergedorf. Nachdem sie von 1904 bis 1906 eine Ausbildung als Zeichenlehrerin für Höhere Schulen und Lehrerbildungsanstalten absolviert hatte, arbeitete sie von 1908 bis 1911 als Lehrerin an der Luisenschule. Nach der in Braunschweig bestandenen Reifeprüfung studierte Stoß von 1912 bis 1918 an der Universität Göttingen Geschichte, Erdkunde und Mathematik. Das Studium schloss sie mit einem Staatsexamen für das Lehramt an höheren Schulen ab. Anschließend durchlief sie eine pädagogische Ausbildung am heutigen Helene-Lange-Gymnasium, welches seinerzeit eine der ersten staatlichen höheren Mädchenschule war.
Irma Stoß arbeitete von 1921 bis 1924 als Oberlehrerin an der Luisenschule und anschließend bis 1933 an der Deutschen Oberschule auf dem Lübeckertorfeld. Sechs Jahre war sie hier gewählte stellvertretende gewählte Schulleiterin. Gemeinsam mit Schulleiterin Alice Pollitz initiierte Stoß neue pädagogische Methoden, darunter Arbeitsgemeinschaften zu aktuellen politischen Fragestellungen, Jahresarbeiten, Schulausflüge und Klassenreise. Zudem versuchte sie, eine Selbstverwaltung der Schülerinnen umzusetzen.
Mit Beginn der Lehrtätigkeit an der staatlichen höheren Mädchenschule engagierte sich Stoß in der Frauenbewegung. Von 1921 bis 1929 hatte sie den Vorsitz des von Emmy Beckmann gegründeten Vereins akademisch gebildeter Lehrerinnen inne. Von 1924 bis 1933 übernahm sie die Redaktion der Deutschen Lehrerinnenzeitung, die das Verbandsorgan des Allgemeinen Deutschen Lehrerinnenvereins darstellte. 1927 wurde Stoß Vorsitze des Landesverbands hamburgischer Lehrerinnenvereine. Stoß setzte sich für die Akademisierung der Kollegien der höheren Mädchenschulen, die Gleichberechtigung weiblicher und männlicher Lehrkräfte und Chancengleichheit von Schülern beiderlei Geschlechts ein. Auf dem 40. Gründungstag des Bundes Deutscher Frauenvereine forderte die Lehrerin eine aktivere Rolle von Frauen im öffentlichen Leben.
Am 16. Februar 1933 wurde Stoß als stellvertretende Schulleiterin wiedergewählt, jedoch wenige Monate später, am 12. Juli desselben Jahres, von der nationalsozialistischen Regierung abgesetzt und ihr eine neue Stelle als Lehrerin an der höheren Mädchenschule Curschmannstraße zugewiesen. Es sei schwer, zu glauben, „dass die deutsche Frau noch als dem Manne gleichwert angesehen wird“ kommentierte Stoß diese Maßnahme in einer der letzten von ihr bearbeiteten Ausgaben der Deutschen Lehrerinnenzeitung. Von 1933 bis 1945 organisierte Irma Stoß informelle Treffen der Frauenbewegung, die in ihrer Privatwohnung stattfanden. An den Zusammenkünften nahmen Aktivistinnen teil, die entlassen oder strafversetzt worden waren. Stoß wollte nie Mitglied einer nationalsozialistischen Organisation werden und konnte sich bis zum Ende des Zweiten Weltkriegs erfolgreich gegen einen Beitritt wehren. 
Nach Kriegsende übernahm Stoß die Leitung der Oberschule für Mädchen Curschmannstraße. Sie engagierte sich für den Wiederaufbau der Frauenbewegung in der Hansestadt und gehörte 1948 zu den Mitbegründerinnen des Deutschen Akademikerinnenbundes. Zudem gründete sie die Arbeitsgemeinschaft für Mädchen und Frauenbildung mit. Von 1951 bis 1963 redigierte Stoß die Zeitschrift Mädchenbildung und Frauenschaffen.
Irma Stoß starb am 9. Mai 1975 in Reinbek.